# نیروگاه هسته‌ای ایندین پوینت
نیروگاه هسته‌ای ایندیَن پوینت معروف به نیروگاه IPEC (به انگلیسی: Indian Point Energy Center) (آمریکا، ایالت نیویورک، در ۲۵ مایلی شمال شهر نیویورک، واقع در بوکانان در جنوب شهر پیکسکیل و در شرق رودخانه هادسون)، یکی از نیروگاه‌های غیر فعال هسته‌ای کشور آمریکا با ظرفیت تولید ۲۰۸۳ مگاوات شامل ۳ رآکتور هسته‌ای است که ۲ رآکتور از نوع رآکتور آب فشرده مدل وستینگهاوس است. هر سه رآکتور

## جستارهای وامدار بسته
- فهرست بزند‌ترین ایستگاه‌های برق دنیا